# Olympische Sommerspiele 1976/Teilnehmer (Peru)
| Gelbes Symbol für Goldmedaillen mit stilisierten Olympischen Ringen | Graues Symbol für Silbermedaillen mit stilisierten Olympischen Ringen | Braundes Symbol für Bronzemedaillen mit stilisierten Olympischen Ringen |
| ------------------------------------------------------------------- | --------------------------------------------------------------------- | ----------------------------------------------------------------------- |
| —                                                                   | —                                                                     | —                                                                       |

Peru nahm an den Olympischen Sommerspielen 1976 in Montreal mit einer Delegation von 13 Athletinnen in drei Wettbewerben in zwei Sportarten teil. Ein Medaillengewinn gelang nicht.

## Teilnehmer nach Sportarten

### Leichtathletik
- Edith Noeding
100 m Hürden: Vorläufe
Fünfkampf: Wettkampf nicht beendet

### Volleyball
- 7. Platz
Mercedes Gonzales
Gabriela Cárdeñas
Teresa Núñez
Irma Cordero
Ana Carrillo
Luisa Merea
Delia Cordova
Silvia Quevedo
Luisa Fuentes
María Del-Risco
María Cervera
María Ostolaza